# Panzerdeck

Darstellung einer typischen Seitenpanzerung für Schiffe im Ersten Weltkrieg
A: Seitenpanzer
B: Deckspanzer
C: Böschung
D: Torpedoschott

Kombinationspanzerung

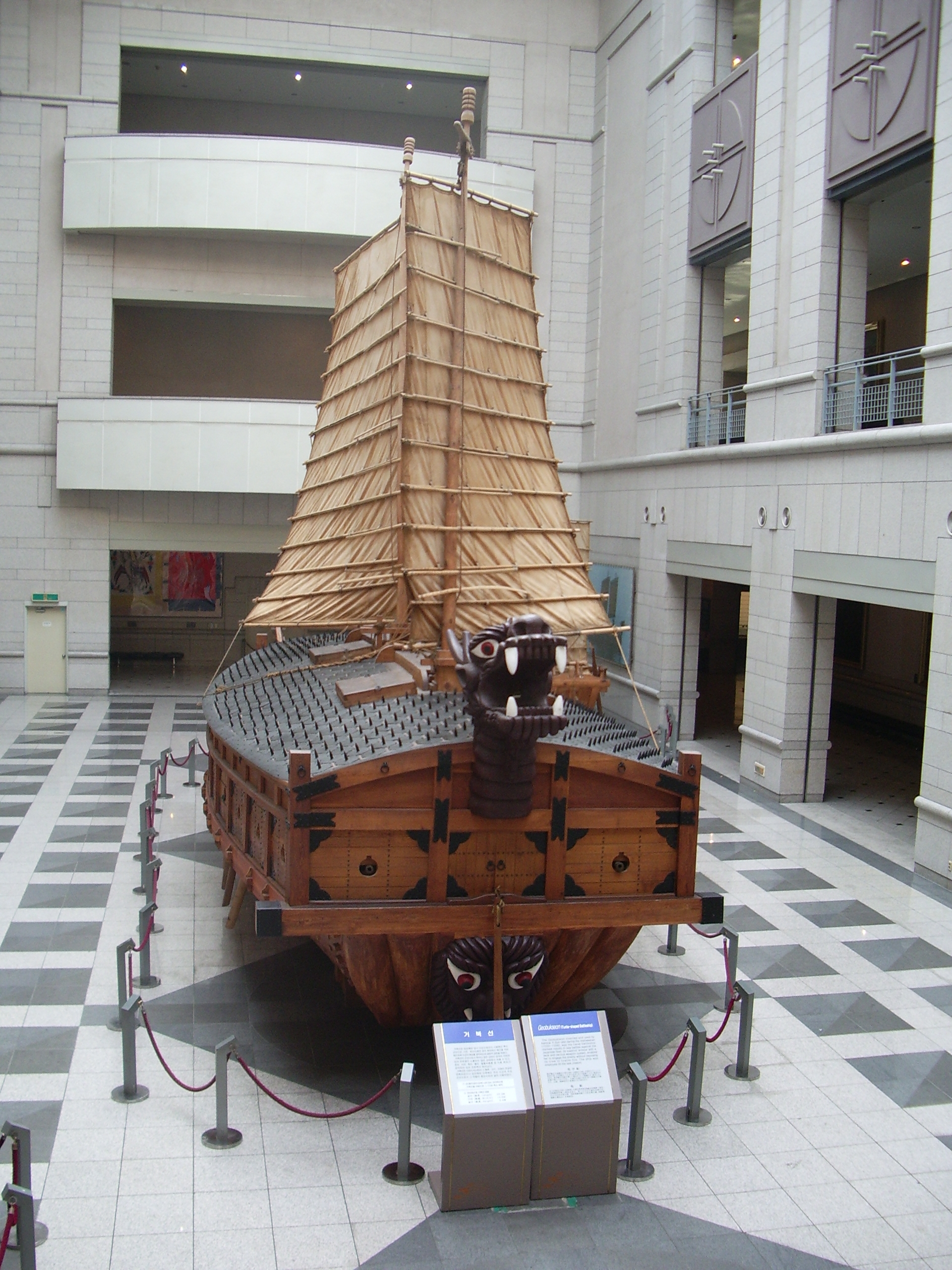
Koreanisches Schildkrötenschiff

Darstellung einer Panzerung des Unterwasserbereiches gegen Torpedos

Panzerdeck bezeichnet auf Kriegsschiffen den horizontalen Abschluss, in der Folge aber auch die Zwischenböden und Aufbauten, die durch eine Deckspanzerung verstärkt wurden.

## Geschichte
Erste gepanzerte Schiffe sind bereits im 13. Jahrhundert in Korea bei Schildkrötenschiffen bekannt. Im Lauf der Geschichte wurden die jeweiligen Panzerungen der Entwicklung der Waffen angeglichen. Die ersten deutschen Schiffe mit Panzerung waren die Kreuzerkorvetten Prinzeß Wilhelm und Irene sowie die Panzerfregatten Kaiser und Deutschland.

## Panzerdecks und Seitenpanzer
Ein Panzerdeck dient dazu, Schiffe vor der Auswirkung von solchen Waffen zu schützen, deren Geschosse von oben oder von der Seite kommen. Sie entwickelten sich im 19. Jahrhundert, als die Bedrohungen von Schiffsgeschützen wuchs. Deren Granaten trafen nicht mehr von der Seite gegen den Schiffsrumpf, sondern wurden so abgefeuert, dass sie einen Bogen beschrieben und auf dem Deck einschlugen. Konstruktiv wurde zwischen der Panzerung des Decks gegen Angriffe durch Treffer von oben auf das Deck und Treffer auf den Seitenflächen unterschieden. Panzerungen der Seitenflächen wurden auch unter den Begriffen Seitenpanzer und Gürtelpanzer bekannt.

## 19. Jahrhundert
Die ersten Panzerdecks wurden auf dem französischen Schiff La Gloire von 1859 eingebaut. Allerdings war die Gloire eine Holzkonstruktion (und auch noch als Holzschiff geplant) mit einem Beschlag aus Eisenplatten.
Deshalb gilt die britische Warrior von 1860, die von Beginn an als gepanzertes Schiff geplant und gebaut worden war, als das erste Panzerschiff. Das wirklich erste „betriebsbereite und in Dienst gestellte“ Panzerschiff war allerdings das Schwesterschiff der Warrior, die Black Prince, die noch vor dem Typschiff der Warrior-Klasse fertiggestellt wurde.
Das erste Gefecht zwischen Schiffen mit gepanzerten Decks wurde im amerikanischen Sezessionskrieg am 8. und 9. März 1862 bei Hampton Roads zwischen der Monitor auf Unionsseite und der Virginia der Konföderierten Staaten (vormals Merrimac) ausgefochten. Dadurch, dass die Schiffe ähnlich stark bewaffnet und gepanzert waren, endete es unentschieden. Sie waren beide mit etwa 10 cm dicken Panzerplatten versehen.

## 20. Jahrhundert
Zu Beginn des 20. Jahrhunderts wurden die Decksplatten immer stärker. Es gab ein Rennen zwischen der Größe der Kaliber und der Stärke der Decksplatten. Im Ersten Weltkrieg erlebten die Panzerschiffe ihren vorläufigen Höhepunkt. Die Deckspanzerungen waren auf bis zu 63 mm bei britischen und bis zu 70 mm bei deutschen Schlachtschiffen angewachsen.
Der Zweite Weltkrieg läutete das Ende der gepanzerten Schiffe ein. Während die japanische Yamato-Klasse Deckspanzerungen von bis zu 230 mm und Gürtelpanzer bis 410 mm Stahl erhielt, wurde schon im Vorfeld des Krieges seitens der Konstrukteure damit gerechnet, dass das Flugzeug eine entscheidende Rolle im Seekrieg spielen könnte. Mit immer schwereren und zum Teil gelenkten  Fliegerbomben gelang es, sogar die dicksten Panzerungen zu durchschlagen. Damit wurden die schweren Panzerdecks obsolet.
In der zweiten Hälfte des 20. Jahrhunderts wurden keine Schiffe mit Panzerdecks mehr gebaut.
Heute baut man Kevlarmatten in und an die Seitenwände und Magazine von Schiffen, um die relativ dünnen Schiffswände (die im Bereich der Aufbauten aus Gewichtsgründen oft nur aus Leichtmetall bestehen) so zu verstärken, dass Besatzung und Munition nicht durch herumfliegende Splitter getroffen werden können.